# FAMILY (MONDO GROSSOの曲)
「FAMILY」（ファミリー）は、1995年8月19日に発売された、MONDO GROSSO通算2枚目のシングル。

## 解説
タイトル・トラックの「FAMILY」、カップリングの「LA MANÈGE」とも、同年10月発売のアルバム『Born Free』収録曲。アルバムからの先行シングルとして、別エディットでリリースされた。「FAMILY」のシングル・エディットは、ソニー移籍後の2000年にリリースされたフォーライフ在籍時のベスト・アルバム『MONDO GROSSO best』に収録された。また、両曲とも、フォーライフ在籍中の1996年リリースのリミックス・アルバム『DIGGIN' INTO THE REAL』にリミックス・トラックが収録された。さらに、CDシングル収録の3曲に「LA MANÈGE」のインストゥルメンタルを加えた4曲入りのアナログ盤が、完全限定生産にてCDと同時発売された。
前回リリースされたシングル「Oh Lord, let do no wrong」がファラオ・サンダースのカバー曲だったのに続き、本シングルでは1980年リリースのヒューバート・ロウズのアルバム『FAMILY』のタイトル曲のカバー。楽曲について大沢伸一は「この曲は第2期モンド・グロッソとしての第一弾なんだけど、今回考えたのはバンドとしてもっとまとまったところをアピールしたいってことなんです。今までやっぱり“モンド・グロッソって何? わかりにくい”っていう意見が多くて、僕もそうなんだけど<インヴィジブル・マン>の印象が一番強いらしいんです。で、今回の<ファミリー>なんだけど、前のシングルの<オー・ロード、レット・ミー・ドゥ・ノー・ロング>がファラオ・サンダースのカヴァーだったみたいに、これもヒューバート・ロウズのカヴァー。別にカヴァーが続いていることに深い意味はないんですけど、この<ファミリー>が入っているアルバムのジャケットがすごく好きで。黒人の赤ん坊と白人の赤ん坊が遊んでいる写真なんだけど、その感じを今回はすごく出したかった」と語っている。
また、シングルにはロンドンのボーカリスト / プロデューサーのレイ・ヘイデンによるリミックスを収録。大沢によれば「リミックスをレイ・ヘイデンに頼んだのは、転調の多い曲なのでDJだと無理だろうってことで、そしたら“モンドの曲だったら、何でもOKさ!”って言ってくれたのが嬉しかった。でもビックリしたのは、レイがスタジオでロウソクの明かり1本だけでリミックスやってるって聞いたこと。ものすごく小さな音でリミックスしてるんだけど、それをデカイ音にしたら、もう完璧になってるんだって。すごい集中力でやってるんだって思ったよ」という。
「LA MANÈGE」はB-BANDJのラップをフィーチャーしたオリジナル曲。ただし、歌詞カードには曲名とソングライティングのクレジットのみが掲載され、歌詞の記載はない。

## アートワーク、パッケージ
ジャケットのアート・ディレクションとデザインは中島英樹。なお、CDシングルの帯には以下のキャッチコピーが記載されている。

## 収録曲

### CD:FLCL-3576
1. FAMILY  –  (4:35)[2]
HUBERT LAWS
2. FAMILY (TOKYO TOWER MIX)  –  (5:11)[2]
HUBERT LAWS / REMIXED BY RAY HAYDEN
3. LA MANÈGE  –  (5:14)[2]
B, OSAWA

### LP:FLJF-9507

#### SIDE A
1. FAMILY
HUBERT LAWS
2. FAMILY (TOKYO TOWER MIX)
HUBERT LAWS / REMIXED BY RAY HAYDEN

#### SIDE B
1. LA MANÈGE
B, OSAWA
2. LA MANÈGE (INSTRUMENTAL)

## クレジット
- PRODUCED BY SHINICHI OSAWA FOR JAZZ MASSIVE PRODUCTION
- CO-PRODUCED BY SHUYA OKINO FOR JAZZ MASSIVE PRODUCTION
- ART DIRECTION & DESIGN by HIDEKI NAKAJIMA
- PHOTOGRAPH by DREW JARRET

## レコーディング・メンバー
| - Vocal : ZHANA. R. SANDERS - B.G.Vocal : MELODY SEXTON - Drums : YASUO SANO - Bass : SHINICHI OSAWA - Guitar : SHOGO FUKUOKA - Keyboards : HAJIME YOSHIZAWA - Percussion : KENJI HORIE - Trumpet : SHIRO SASAKI - Trombone : SATOSHI SANO - Saxophone : JUN USUBA | - Rap : B-BANDJ - Bass & Programming : SHINICHI OSAWA |

## リリース日一覧
| 地域 | タイトル           | リリース日    | レーベル | 規格 | カタログ番号 | 備考                      |
| ---- | ------------------ | ------------- | -------- | ---- | ------------ | ------------------------- |
| 日本 | FAMILY / LA MANÈGE | 1995年8月19日 | FOR LIFE | CD   | FLCF-3576    | 3曲入り。                 |
| 日本 | FAMILY / LA MANÈGE | 1995年8月19日 | FOR LIFE | LP   | FLJF-9507    | 4曲入り、完全生産限定盤。 |